# تطور رؤية الألوان عند البشر
أنتج تطور رؤية الألوان عند الإنسان العاقل رؤية ثلاثية الألوان للعالم مقارنة بأغلبية الثدييات الأخرى التي لديها رؤية ثنائية اللون فقط. يُعتقد أن أسلاف البشر الأوائل رأوا العالم عبر رؤية فوق بنفسجية منذ 90 مليون عام. يُعتقد أن التحول إلى قدرات الرؤية ثلاثية الألوان والقدرة على رؤية الضوء الأزرق تطور كصفة تكيفية بمرور الوقت.

## رؤية الأجداد البدائية
يُعتقد أنه نظرًا لعدد من العوامل البيئية، عاشت الثدييات القديمة برؤية لونية محدودة، ويُعتقد أن ذلك تأثر أيضًا بأنماط الحياة التي عاشتها هذه الثدييات، بما في ذلك أنها كانت ليلية في الغالب. يوجد القليل من البيانات التي تشير إلى مزايا الرؤية فوق البنفسجية عند الثدييات المبكرة.
اشتملت الرؤية المبكرة للأشعة فوق البنفسجية للثدييات، أو الحساسية فوق البنفسجية، على حساسية للطول الموجي تتراوح بين 350 نانومتر و430 نانومتر. هذه الأطوال الموجية أقصر من الضوء المرئي ولكنها أطول من الأشعة السينية. في بعض الحالات النادرة، يمكن لبعض البشر المعاصرين أن يروا طيف الأشعة فوق البنفسجية بأطوال موجية قريبة من 310 نانومتر.
قد تكون الحساسية للأشعة فوق البنفسجية عند الحيوانات الأخرى التي تمتلك هذه القدرة مثل الطيور، مفيدة للتودد والتكاثر، إذ تمتلك بعض الطيور ريش مع بعض الألوان المفضلة التي لا يمكن تمييزها عن طريق الرؤية البشرية خارج نطاق الأشعة فوق البنفسجية.

## الأوبسينات ورؤية الألوان
الأوبسينات (بروتينات في الشبكية العينية) هي إنزيمات تنشط وتغير شكلها عندما تتعرض لضوء وارد إليها، إذ يحول حامل اللون (الكروموفور) فيها إلى مصاوغه (أو نظيره). الأوبسينات هي المسؤولة عن ضبط عملية المصاوغة بحسب الطول الموجي الذي يتحسس له حامل اللون. لذلك، تعمل الأوبسينات عن طريق تحديد حساسية حامل الضوء لطول موجي معين. ينتج عن الأوبسينات التي تملك تسلسلات مختلفة من الأحماض الأمينية والمرتبطة بحامل اللون المصاوغ قيم امتصاص مختلفة عند كل طول موجي.
تشفر جينات الأوبسينات بروتينات المستقبلات الضوئية المسؤولة عن رؤية الألوان (المخاريط) ورؤية الضوء الخافت (العصي). يمكن تصنيف البروتينات المستقبلة للضوء إلى رودوبسين، الذي يوجد في خلايا العصي المستقبلة للضوء والتي تساعد على الرؤية الليلية، والفوتوبسينات أو الأوبسينات المخروطية، المسؤولة عن رؤية الألوان والتي تكون موجودة في الخلايا المخروطية المستقبلة للضوء في شبكية العين.
تُصنّف الأوبسينات المخروطية أيضًا بحسب الحد الأقصى للامتصاص الضوئي (لامدا) وهو الطول الموجي الذي يُمتص عنده أكبر كمية من الضوء. يعتمد التصنيف الإضافي للأوبسينات المخروطية أيضًا على تسلسلات الأحماض الأمينية المحددة التي يستخدمها كل أوبسين، والتي يُعتقد أنها تختلف لأسباب تطورية.

## الاختلافات في إدراك الرؤية ثلاثية الألوان والرؤية ثنائية الألوان
تتطلب الرؤية ثلاثية الألوان عند الإنسان الطبيعي مزيجًا من ثلاثة ألوان أساسية تسمح له برؤية الألوان كل يوم. أغطش الأحمر، وأعمى الأخضر والأحمر وأعمى الأزرق عبارة عن اضطرابات إدراكية تسمح برؤية ثنائية اللون، أي أنها تستخدم مزيجًا من لونين أساسيين لمطابقة أي لون محدد يرونه بدلًا من ثلاثة ألوان. وبالتالي، فإنهم يفتقدون إلى أحد المخاريط الحساسة للطول الموجي الثالث.
بشكل عام يُرى عبر هذه الألوان الثلاثة الناتجة عن وجود ثلاثة أصباغ مخروطية سليمة اختلافات في الطول الموجي بين 1 نانومتر و3 نانومتر للأطوال الموجية التي توجد بين 450 و625 نانومتر.
يفتقد المرضى الذين يعانون من أشكال مختلفة من عمى الألوان مثل عمى الأخضر والأحمر وأغطش الأخضر والأحمر للأوبسينات الحساسة للطول الموجي الطويل. الاختلافات بين الأطوال الموجية التي يميزونها أصغر من 5 نانومتر ولكن فقط عند حوالي 500 نانومتر.
في اضطرابات أغطش الأحمر، تُفقد المخاريط الحساسة للطول الموجي الطويل، ويكون المريض غير قادر على التمييز بين الألوان في القسم الأخضر والأصفر والأحمر من الطيف الكهرومغناطيسي. وجد أن الألوان الصفراء والحمراء والبرتقالية ذات سطوع أقل بكثير عند هؤلاء المرضى عند مقارنتها بشخص طبيعي يبصر الألوان الثلاثة. يمكن أن يؤدي تعتيم هذه الألوان إلى حدوث ارتباك في كثير من الحالات، مثل عند محاولة تحديد إشارات المرور الحمراء. تشمل مشكلات إدراك الألوان الأخرى وجود مشكلة في التمييز بين اللون الأصفر من الأحمر والبنفسجي، واللون الخزامي والأرجواني من الأزرق. في حالات أخرى، قد تظهر الأشياء التي تعكس الضوء الأحمر والأزرق على أنها زرقاء فقط لهؤلاء المرضى.
لا يستطيع مرضى أغطش الأحمر الذين يفتقدون للمخاريط الحساسة للطول الموجي المتوسط، التمييز بين الألوان في الجزء الأخضر والأصفر والأحمر من الطيف الكهرومغناطيسي. ومع ذلك، لا يعاني مرضى عمى الأخضر والأحمر من مشاكل التعتيم. مثلًا، لا يُرى اللون الأرجواني على أنه معاكس للألوان الأخرى في النطاق، بل يبدو مشابهًا لها.
في عمى الأزرق تُفقد الأوبسينات الحساسة للطول الموجي القصير وترى ألوانًا قصيرة الطول الموجي في تدرج أخضر وخافت مقارنة بالألوان الأخرى. قد يرى المرضى أيضًا بعض الألوان ذات الطول الموجي القصير باللون الأسود. تشمل مشاكل إدراك الألوان الأخرى التمييز بين اللونين الأصفر والوردي أو الأرجواني الذي يُنظر إليه على أنه ظلال من اللون الأحمر.

## محفزات تطور رؤية الألوان

### البحث عن الطعام
وجد الباحثون أن خاصية ثلاثية الألوان لها مزايا أكثر من ثنائية اللون أو ثلاثية الألوان الشاذة عند الرؤية من مسافات بعيدة؛ سبب ذلك أن رؤية الأشكال تنخفض لصالح رؤية الألوان مع ازدياد المسافة للأهداف ذات الحجم الأصغر. أظهرت الملاحظات الناتجة عن اختبارات رؤية قطع الفاكهة على الشجيرات على مسافات 1 و4 و8 و12 مترًا، أن البشر طبيعيي الرؤية (ذوي الرؤية الثلاثية) يمتلكون قدرة على رؤية الفاكهة من مسافة 12 مترًا مقارنة بالبشر ذوي الرؤية الشاذة للألوان (مُبصري اللونين مثلًا). من وجهة نظر تطورية للانتقاء الطبيعي لثلاثية الألوان، يشير هذا إلى أن اكتشاف الفاكهة من مسافات بعيدة أثناء مهام البحث المرئي كان أكثر فائدة من قطف الفاكهة على مسافات قصيرة.

### حساسية كشف محسّنة
أمنت العملية التطورية للتحول من امتلاك صبغة ضوئية واحدة إلى صبغتين مختلفتين للأسلاف الأوائل ميزة حساسية ضوئية بطريقتين.
ففي البداية ستسمح لهم إضافة صبغة جديدة برؤية نطاق أوسع من الطيف الكهرومغناطيسي. ثانيًا، ستخلق الحساسية للأطوال الموجية الجديدة اختلافًا في إدراك طول الموجة الجديد وستكون الخلايا العصبية المناوئة لطول الموجة الجديدة أكثر حساسية بكثير من الخلايا العصبية المناوئة للطول الموجي الآخر. وكل ذلك نتيجة لوجود بعض توزيعات الطول الموجي التي تحفّز إثارة عصبية بدلًا من التثبيط. كل من الإثارة والتثبيط هي من سمات الركيزة العصبية أثناء تكوين صبغة ثانية. بشكل عام، ستوفر الميزة المكتسبة من الحساسية المتزايدة فرصًا لاستغلال الطفرات في المستقبل، والمزيد من التحسين.